# Der Spätzünder (1960)
Der Spätzünder (Originaltitel High Time) ist eine US-amerikanische Musical-Literaturverfilmung von Blake Edwards aus dem Jahr 1960. Das Drehbuch basiert auf einer Geschichte von Garson Kanin. Die Geschichte handelt von einem Mann mittleren Alters, der sein abgebrochenes Studium wieder aufnimmt und auf eine Generation trifft, mit der er nicht allzu viel gemein hat. Die Hauptrollen im Film sind besetzt mit Bing Crosby, Fabian, Tuesday Weld und Nicole Maurey.
Der Film erhielt eine Oscarnominierung in der Kategorie „Bester Song“. 

## Handlung
Nachdem Harvey Howard, ein millionenschwerer Inhaber einer Restaurantkette, Witwer geworden ist, kommt er auf die Idee, mit inzwischen 51 Jahren sein seinerzeit abgebrochenes Studium nachholen zu wollen. Seine erwachsenen Kinder Laura und Harvey junior raten ihm dringend ab. Howard jedoch ist entschlossen und will auf keinen Fall aufgrund seines Reichtums bevorzugt behandelt werden. Deshalb zieht er wie alle anderen Studenten auch in ein auf dem Campus befindliches Wohnheim. Der Uni-Alltag und die lockeren Sitten stellen für ihn kein Problem dar. Seine Mitbewohner sind Gil Sparrow, T.J. Padmanagham sowie Bob Bannerman und dessen Freundin Joy Elder. Geleitet wird die Fakultät von Mr. Thayer, einem Chemieprofessor, der leicht überfordert ist. Wie üblich, werden die Erstsemester losgeschickt, um Anzündholz für ein großes Lagerfeuer heranzuschaffen. Harvey stößt dabei auf eine Holzkiste unter einer Veranda. Als er die Kiste hervorziehen will, stürzt ein Teil des Gebäudes ein. Es gehört Helene Gauthier, einer verwitweten französischen Professorin, die an Howards Universität unterrichtet. Howard ist einigermaßen sprachlos, bezahlt den Schaden und eilt dann überstürzt mit der Kiste mit Holz davon.  
Als das erste Studienjahr sich dem Ende nähert, muss Howard die Erfahrung machen, dass man seine Bewerbung für die Bruderschaft für das nächste Jahr abgelehnt hat. Zum Abschluss des Studienjahres findet eine große Tanzveranstaltung statt, an der auch Helene Gauthier teilnimmt. Zusammen gehen Harvey und Helene später zu Helene nach Hause. Howard vertraut ihr an, dass er Angst habe, seine Prüfungen nicht bestanden zu haben. Helene weiß es jedoch besser und beruhigt ihn freudestrahlend, die Ergebnisse seiner Prüfungen seien alle erstklassig.
Zu Beginn des zweiten Studienjahres teilen Howards Mitbewohner ihm mit, dass er ihrer Bruderschaft nun doch beitreten könne. Allerdings muss er erst einmal einige Prüfungen wie unter anderem Böden schrubben und Schuhe putzen hinter sich bringen. Seine letzte Prüfung besteht darin, auf dem Kostümball der Konföderierten, der von Richter Carter initiiert worden ist, verkleidet als Südstaaten-Schönheit teilzunehmen. Außerdem soll er ausgerechnet Carter, der an Gicht leidet, dazu bringen, mit ihm zu tanzen. Auf dem Ball sind auch Howards Kinder, die sich für ihren verkleideten Vater schämen. Immerhin gelingt es Howard jedoch, auch diese letzte Aufgabe zu lösen.
Gegen Ende des Semesters, nachdem Howard von Helene gebeten worden ist, ihren defekten Sicherungskasten zu reparieren, sprühen die Funken zwischen beiden, als er den Sommer mit ihr in seinem Landhaus verbringt, nachdem er sie gebeten hat, ihm dort Privatunterricht zu erteilen. Bei einer von der Fakultät veranstalteten Auktion zugunsten eines Waisenhauses bietet Howard für Helenes hausgemachtes Abendessen 100 Dollar. Howards Kinder, die in der Zeitung von dieser Auktion lesen, sind darüber empört und beschweren sich beim Präsidenten von Pinehurst. Das führt dazu, dass Helene quasi gezwungen wird, ihren Rücktritt vom Schuldienst zu erklären. Howard begleitet Helene daraufhin ins Büro des Präsidenten und erzählt diesem empört, dass er und Helene keine Affäre miteinander hätten. Auch die Studenten setzen sich für Helene ein und demonstrieren gegen deren Entlassung. Letztendlich lässt der Präsident verlauten, dass er Helenes Rücktrittsgesuch nicht akzeptieren werde und so bleibt sie der Fakultät als Lehrerin erhalten.
Howards Mitbewohner Jil Sparrow ist inzwischen mit Joy Elder zusammengekommen und will von Howard wissen, warum er Helene noch keinen Heiratsantrag gemacht habe. Harvey wehrt ab und meint, er sei zu alt, um noch einmal zu heiraten. Als Helene Harvey auf der Fahrt zur Schule bittet, sie zu heiraten, meint er nur, er könne genauso wenig noch einmal heiraten wie fliegen. Als der Abschlusstag gekommen ist, hält Howard als Jahrgangsbester eine Rede, die auch davon handelt, was es bedeute Freundschaften zu schließen und dass der Campus dafür reichlich Gelegenheit biete. Nach seiner Rede erhebt Howard sich mit der Unterstützung von Hilfsmitteln über das staunende Publikum, wobei er den Blick von Helene sucht, um ihr zu signalisieren, dass er jetzt fliegen könne, also könne er sie nun auch heiraten.    

## Produktion

### Produktionsnotizen
Der von Bing Crosby Productions produzierte Film wurde zu Großteilen in der UCLA in Los Angeles sowie in der University of the Pacific in Stockton in Kalifornien gedreht. Die Dreharbeiten begannen am 2. Februar 1960. Sie wurden am 7. März unterbrochen durch einen Streik der Screen Actors Guild und nach dessen Ende am 12. April 1960 wieder aufgenommen. Der Vertrieb des Films erfolgte über die Twentieth Century Fox Film Corp.
Der Film trug den Arbeitstitel Big Daddy und war ursprünglich als Vehikel für Gary Cooper geplant. Coopers unheilbare Krankheit verhinderte jedoch, dass er die Hauptrolle übernehmen konnte. Daraufhin wurde Crosby die Rolle angetragen und das Drehbuch so überarbeitet, dass es Crosbys Talenten entgegenkam. Für Fabian war es sein zweiter Film. Seinerzeit war Simone Signoret für die Rolle der Helene Gauthier angekündigt worden. Fabian meinte später, dass Bing Crosby ein großartiger Künstler und Schauspieler sowie sehr musikalisch sei, aber kein netter Mann. Richard Beymer und Tuesday Weld verliebten sich während der Dreharbeiten ineinander.

### Musik
The Second Time Around war das letzte von Bing Crosby vorgestellte Lied, das für einen Oscar nominiert worden war. Für Frank Sinatra wurde es zum Hit und auch von weiteren Künstlern aufgenommen, darunter Barbra Streisand.
Lieder im Film: 
- High Time, Musik Henry Mancini
- The Second Time Around, gesungen von Bing Crosby
- You Tell Me Your Dream von Charles N. Daniels und Gus Kahn, 
  - gesungen von Bing Crosby und im Refrain auch von Nicole Maurey
- It Came Upon the Midnight Clear, 
  - gesungen von Bing Crosby, Fabian, Nicole Maurey und anderen
- Nobody’s Perfect von Jimmy Van Heusen und Sammy Cahn. 
  - Ein Duett zwischen Crosby und Fabian war im fertigen Film nicht mehr enthalten.
- I Had a Dream, Dear und Lovely Lady
- Foggy Foggy Dew, irisches Volkslied

### Veröffentlichung
Der Film hatte am 16. September 1960 in New York Premiere. In den Vereinigten Staaten ist er auch unter dem Titel Daddy-O bekannt. In London wurde der Film am 29. September 1960 veröffentlicht und in Südafrika am 16. November 1960. Im Jahr 1961 war er erstmals in Mexiko, Finnland, Dänemark, Argentinien, Australien und Schweden zu sehen. In Frankreich erfolgte eine Erstveröffentlichung im April 1964. Veröffentlicht wurde der Film zudem in Belgien, Brasilien, Griechenland, Italien, Polen und in Portugal. 
In der Bundesrepublik Deutschland kam der Film nicht in die Kinos. Am 9. Mai 1990 war er erstmals im Fernsehen beim Sender Sat.1 zu sehen, der DFF zeigte ihn erstmals am 25. August 1990. Inter-Pathé gab den Film am 20. August 2021 mit einer deutschen Tonspur auf DVD heraus. Die WVG Medien GmbH gab den Film am 25. März 2022 mit einer deutschen Tonspur ebenfalls auf DVD heraus.

## Rezeption

### Kritik
In der New York Times befasste sich Bosley Crowther mit dem Film und verwies darauf, dass es lange her sei, dass Bing Crosby in einer College-Komödie zu sehen gewesen sei. Es sei das gleiche alte Hollywood-College, das man zu sehen bekomme, wenn sich auch der Musikgeschmack der Studenten ein wenig geändert habe. Der Platz von Dick Powell und Betty Grable werde nun von Leuten wie Fabian und Tuesday Weld eingenommen. Immer noch seien die Hauptaktivitäten diejenigen von einst. Mr. Crosby tue immer noch so, als wäre er jung, aber es fehle einiges, so beispielsweise ein Drehbuch und auch die Jugend. Das Drehbuch von Tom und Frank Waldman sei furchtbar traurig und belastet mit abgedroschenen Situationen. Und Mr. Crosby sei leider kein Jugendlicher, auch wenn er sich bemühe, lässig und jugenhaft zu wirken. Aber so sehr Regisseur Blake Edwards auch versuche eine Illusion von Vitalität zu erzeugen, zeige die Kamera unerbittlich eine hagere und erschöpfte Miene, wenn sie ihm direkt ins Gesicht starre. Er hätte den Rat seiner Filmkinder befolgen und zu Hause am Kamin bleiben sollen.
Michael E. Grost schrieb auf der Seite The Films of Blake Edwards, es gebe Anzeichen, dass der Film von Douglas Sirks Melodram Was der Himmel erlaubt beeinflusst worden sei. Beide Filme handelten von Menschen mittleren Alters, die versuchten ein neues Leben für sich selbst über die Einwände ihrer erwachsenen Kinder hinweg zu entwickeln. Beide Charaktere täten etwas sozial Unkonventionelles und beide würden durch die Machenschaften ihrer Kinder beinahe die Chance auf eine zweite Ehe verlieren. Außergewöhnlich seien die vielen Übergangssequenzen im Film, die eine einzigartige Stilfigur bildeten.
Dennis Schwartz sprach von einer mittelmäßigen College-Komödie, die erzwungen und veraltet wirke, lobte aber die Musik von Sammy Cahn und Jimmy Van Heusen, die ansprechend sei. Die Brüder Waldman hätten ein langweiliges Drehbuch nach Garson Kanins Geschichte verfasst.
Auf der Seite KQEK befasste sich Mark R. Hasan mit dem Film und meint, man habe Bing Crosby ein leichtes, beliebtes Vehikel für seine Fans geben wollen und ein jüngeres Publikum dadurch gewinnen wollen, dass Crosby mit den neuesten jungen Schauspielern interagiere. Das offensichtliche Dilemma des Films liege darin, dass Crosby nicht alle Aktivitäten seiner Rolle glaubhaft spielen könne. Allerdings bekomme er Gelegenheit, einige Lieder zu singen, und seine immer noch majestätisch resonante Stimme zu zeigen. Zwar sei Blake Edwards als Ersatzregisseur eingesetzt worden, doch drücke er dem Film seinen Stempel auf. High Time sei im Werk von Edwards von großer Bedeutung, weil der Film bereits die Kernelemente seiner Pink-Panther-Filme enthalte.
Der Kritiker des Filmdienstes war der Meinung: „Anspruchsloses, unbeschwert unterhaltendes Musical ohne sonderlichen Tiefgang, das eine Reihe komischer, melodramatischer und manchmal auch sentimentaler Höhepunkte aneinanderreiht, ohne zu einer überzeugenden, geschlossenen Form zu finden. – Ab 14.“

### Auszeichnungen
- Oscarverleihung 1961: Der im Film enthaltene Song The Second Time Around von Jimmy Van Heusen und Sammy Cahn erhielt eine Oscarnominierung in der Kategorie „Bester Song“. Die Trophäe ging jedoch an den Song Ta Paidia Tou Piraia von Manos Hadjidakis aus dem Film Sonntags… nie!
- Laurel Awards 1961: Nominierung für den Golden Laurel in der Kategorie „Top Musical“ (5. Platz)